# Luchthaven Hurghada
Luchthaven Hurghada (IATA: HRG, ICAO: HEGN) is een internationale luchthaven vlak bij Hurghada, Egypte. Het is het tweede drukste vliegveld in Egypte, na Luchthaven Caïro Internationaal. 
In 2007 verwerkte de luchthaven 5.947.616 passagiers.